# Масуда, Тикаси
Тикаси Масуда (яп. 増田 誓志 Масуда Тикаси, род. 19 июня 1985 года) — японский футболист.

## Карьера
На протяжении своей футбольной карьеры выступал за клубы «Касима Антлерс», «Монтедио Ямагата», «Ульсан Хёндэ», «Омия Ардия».

## Национальная сборная
В 2012 году сыграл за национальную сборную Японии 1 матч.

## Статистика за сборную
| Сборная Японии | Сборная Японии | Сборная Японии |
| Год            | Матчи          | Голы           |
| -------------- | -------------- | -------------- |
| 2012           | 1              | 0              |
| Итого          | 1              | 0              |

## Достижения
- Джей-лиги; 2007, 2008, 2009
- Кубок Императора; 2007
- Кубок Джей-лиги; 2011, 2012